# Wiesbaden-Klasse
Die Wiesbaden-Klasse war ein Typ Kleiner Kreuzer der kaiserlichen Marine, welcher 1912 entworfen wurde. Sie bestand lediglich aus den zwei Einheiten Wiesbaden und Frankfurt, benannt nach den Städten Wiesbaden und Frankfurt am Main in der preußischen Provinz Hessen-Nassau. Beide Schiffe wurden 1915 in Dienst gestellt. Die Wiesbaden wurde ein Jahr später in der Skagerrakschlacht versenkt. Die Frankfurt wurde nach dem Ende des Ersten Weltkrieges an die Alliierten ausgeliefert und 1921 bei Versuchen mit Fliegerbomben versenkt.

## Entwurf
Die Schiffe der Wiesbaden-Klasse waren denen der Graudenz-Klasse ziemlich ähnlich. Mit einer Länge von 145,30 m, einer Breite von 13,90 m und einer Verdrängung von 5.180 t waren sie nur unwesentlich größer als ihre Vorgänger. Die drei Schornsteine waren etwas voluminöser und standen etwas näher zur Brücke. Die Antriebsanlage war mit zehn kohlebefeuerten und zwei ölbefeuerten Wasserrohrkesseln sowie zwei Satz Marine-Turbinen die gleiche geblieben.
Bei der Bewaffnung wurden statt sieben 15-cm-Kanonen acht installiert. Das achte Geschütz wurde auf dem Vordeck aufgestellt, so dass sich dort nunmehr zwei 15-cm-Kanonen nebeneinander befanden. Dies ist ein deutliches äußeres Unterscheidungsmerkmal. Bei der Graudenz-Klasse befand sich nur eine Kanone dieses Kalibers in der Mitte des Vordecks. Ansonsten hatte die Wiesbaden-Klasse ebenfalls zwei 8,8-cm-Geschütze und vier 50-cm-Torpedorohren (davon zwei unter Wasser) als weitere Bewaffnung.

## Liste der Schiffe
| Name      | Bauwerft                | Kiellegung | Stapellauf      | Indienststellung | Verbleib                                                             |
| --------- | ----------------------- | ---------- | --------------- | ---------------- | -------------------------------------------------------------------- |
| Wiesbaden | AG Vulcan, Stettin      | 1913       | 30. Januar 1915 | 23. August 1915  | versenkt am 31. Mai 1916 während der Skagerrakschlacht               |
| Frankfurt | Kaiserliche Werft, Kiel | 1913       | 25. März 1915   | 20. August 1915  | Kriegsbeute USA: im März 1920, 18. Juli 1921 als Zielschiff versenkt |